# Vazante
Vazante là một đô thị thuộc bang Minas Gerais, Brasil. Đô thị này có diện tích 1903,072 km², dân số năm 2007 là 19300 người, mật độ 10 người/km².